# Knutiga trindigeln
Knutiga trindigeln (Calliobdella nodulifera) är en ringmaskart som först beskrevs av Malm 1863.  Knutiga trindigeln ingår i släktet Calliobdella och familjen fiskiglar. Arten är reproducerande i Sverige. Inga underarter finns listade i Catalogue of Life.